# Hans-Lutz Niessen

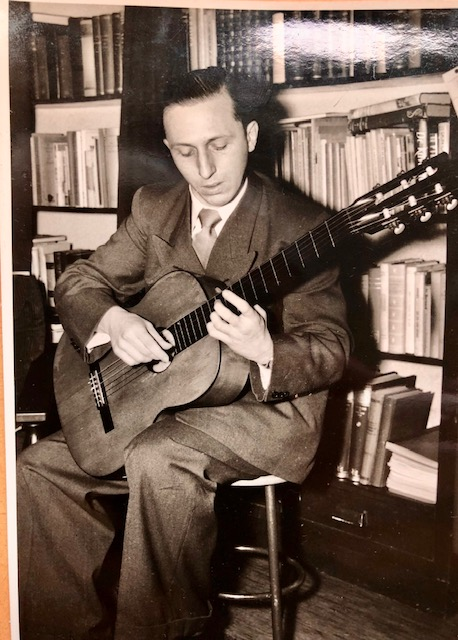
Hans-Lutz Niessen

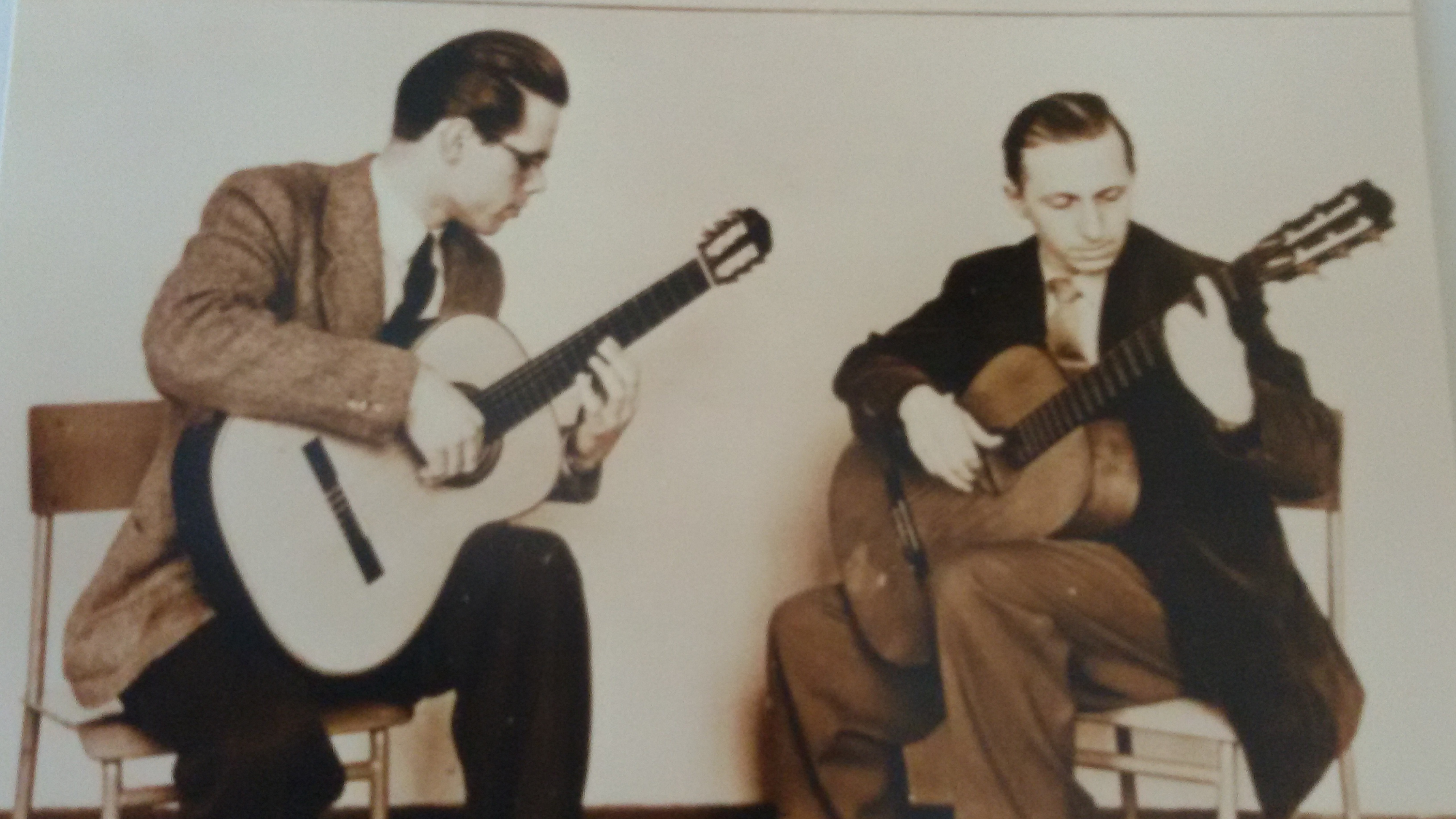
Hans-Lutz Niessen (rechts) mit Mijndert Jape

Hans-Lutz Niessen (* 26. März 1920 in Berlin; † 12. Mai 1982 in Eindhoven) war Gitarrist, Komponist und Musikpädagoge.

## Leben
Niessen wirkte in der Zeit des Nationalsozialismus in der katholischen Jugend aktiv mit, obwohl es illegal war. Er wandte sich dort der Musik und insbesondere der Gitarre zu. Er erhielt in Berlin von 1935 bis 1937 Gitarrenunterricht bei Carl Henze und von 1938 bis 1942 bei dessen Sohn Bruno Henze, der ihn auch in Musiktheorie und Kontrapunkt unterrichtete. Danach war er Gitarrist an Berliner Theatern, Orchestern und an der Oper. Nach dem Krieg siedelte er in die Niederlande, die Heimat seines Vaters, über, obwohl er kein Wort Niederländisch sprach. Er lehrte dort an den Musikschulen von Heerlen und Roermond in der Provinz Limburg und ab etwa 1950 am Conservatorium Maastricht. Ab 1955 spielte er mit seinem Meisterschüler Mijndert Jape, der das erste Staatsdiplom der Niederlande für das Fach Gitarre erhielt, im Duo. Einige seiner Gitarren-Kompositionen wurden verlegt. Außerdem entwickelte er ein Gitarrenhandbuch.

## Bekannte Schüler
- Emiel van Egdom
- Mijndert Jape
- Han Jonkers
- Pieter van der Staak
- Denis Coenegracht